# 肯尼思·吉
肯尼思·格倫維爾·吉，QC（英語：Kenneth Grenville Gee，1915年3月17日—2008年1月20日），又譯季甘迺，澳大利亞法官與大律師。他早年曾爲托洛茨基主義者，晚年轉向保守主義，支持越南共和國、中華民國等亞洲反共政權。

## 生平
肯尼思·吉出生於澳大利亞新南威爾士州奧本。他的父親戴恩（Dion）是一位較爲富有的事務律師，和他那一代的許多人一樣，自我認同是英國人。母親埃米琳·格倫維爾（Emmeline Grenville）來自布雷德伍德。根據吉家族的傳統，子女在日後從學校畢業的時候可以選擇自己的姓氏，吉有的時候也使用母姓格倫維爾，比如在他的小說《來自天堂的少女》（A Maid From Heaven，1966年）和著作《拯救南越》（The Saving Of South Vietnam，1972年）的扉頁上。
吉先後就讀於霍姆布什小學和堡壘街男子中學，在中學中，他認識了約翰·克爾，未來的澳大利亞總督。兩人後來都進入悉尼大學學習法律。1937年，吉從悉尼大學畢業，取得法學學士學位，並於次年獲得事務律師職業資格。
1973年，吉成爲御用大律師，並於1975年被任命爲地方法院法官。1985年，吉以70歲的年齡退休。
吉逝世於2008年1月20日。

## 政治立場
在大學時代，約翰·克爾向吉介紹了馬克思主義。晚年吉轉變爲了反共主義者。他支持越南共和國對北越的共產主義政權的抵抗，也支持臺灣的中華民國反共政權。1968年，吉以越南之友協會悉尼祕書長身份訪問越南共和國。

## 家庭
1940年，吉與藥劑師伊索貝爾·羅素（Isobel Russell）結婚，兩人育有三個子女，包括小說家凱特·格倫維爾。這段婚姻結束後，吉與伊萊恩·赫恩（Elaine Hearn）再婚，育有一女。